# Adolf Erik Ehrnrooth
Adolf Erik Ehrnrooth (9. února 1905 – 26. února 2004) byl finský generál, rytíř Mannerheimova kříže a vrcholný představitel a mluvčí veteránů zimní a pokračovací války. V roce 2004 skončil v anketě Největší Finové na 4. místě za maršálem Mannerheimem a prezidenty Rytim a Kekkonenem.